# Hemiclepsis schrencki
Hemiclepsis schrencki (лат.) — вид плоских пиявок (Glossiphoniidae).

## Название
Видовой эпитет получила в честь Леопольда Ивановича фон Шренка, российского зоолога, геолога и этнолога.

## Описание
Общая длина Hemiclepsis schrencki составляет 10—13 мм, ширина 4—10 мм. Тело листообразное, уплощённое в спинно-брюшном направлении, без сосочков. Края тела с мелкими зазубринами. Передняя часть тела отделена от остального тела более узкой перетяжкой, образуя подобие «головки».
Окраска тела оранжеватая, с семью рядами яйцевидных жёлтых пятен — медиальным, двумя парамедиальными, двумя парамаргинальными и двумя краевыми. Задняя присоска с крупными жёлтыми пятнами. Брюшная сторона светлее спинной, одноцветная. 
Тело сегментированное, сегменты I—II и XXVI—XXVII состоят из 1 кольца, сегменты III и XXV состоят из двух колец, сегменты IV—XXIV — из трёх колец. Суммарно количество колец равно 72. 
На переднем конце тела имеется две пары глаз, глаза передней пары меньше задних и более сближены. Передняя пара находится на границе II и III сегментов, задняя — на III сегменте. 
Имеется мускулистый хобот. Желудок с 7 парами карманов (отростков), задние карманы ветвятся, образуя по 4—5 отростков. Кишечник с 4 парами коротких карманов. 
Гермафродиты. Имеются семенной и яйцевой мешки. Мужское и женское половые отверстия (гонопоры) разделены 1 кольцом (мужская гонопора расположена между XI и XII сегментами, женская — на XII сегменте). Семенных мешков 6 пар. Размножение ни разу не наблюдалось.

## Образ жизни
Hemiclepsis schrencki обнаружена в реке прикреплённой к камню. 
Эктопаразит. На настоящий момент показано питание только на рыбах — сибирском гольце (Barbatula toni) и гольяне (Phoxinus sp.).

## Распространение
Обнаружена только в бассейне реки Уссури на Дальнем Востоке России в двух реках — Муравейке и Партизанской.

## Таксономия
Согласно молекулярным данным, наиболее близкий вид — Hemiclepsis marginata.